# DSO Chlum u Třeboně, Staňkov a Hamr
DSO Chlum u Třeboně, Staňkov a Hamr je dobrovolný svazek obcí v okresu Jindřichův Hradec, jeho sídlem je Chlum u Třeboně a jeho cílem je regionální rozvoj. Sdružuje celkem 3 obce a byl založen v roce 1999.

## Obce sdružené v mikroregionu
- Chlum u Třeboně
- Staňkov
- Hamr